# Madrid (New Mexico)
Madrid ist ein Dorf im Santa Fe County im Norden des US-Bundesstaats New Mexico.
Es hat eine Fläche von 3,7 km² und besaß bei der Volkszählung 2010 204 Einwohner. Die Bevölkerungsdichte beträgt 40,5 Einwohner pro km².
Madrid erlangte Bekanntheit durch den Film „Born to be Wild – Saumäßig unterwegs“ aus dem Jahr 2007, der zum Teil dort spielt. Madrid ist Geburtsort der Schauspielerin Mae Marsh.